# Italia Turrita

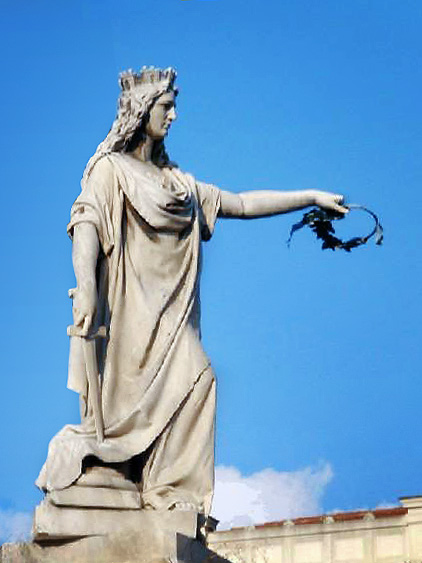
Estatua de Italia Turrita ubicada en Regio de Calabria.

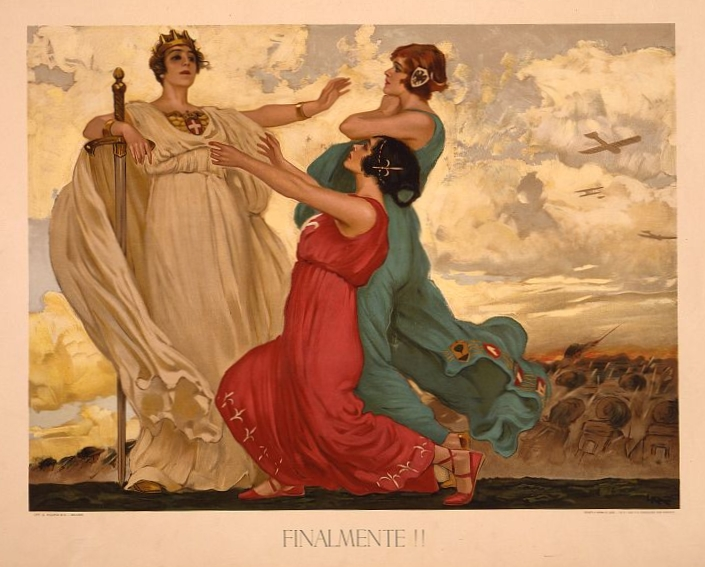
Italia abraza a Trieste y a Trento.

Italia Turrita es la personificación nacional o alegoría de Italia, con sus orígenes en la época de la Antigua Roma, cuya característica principal, adquirida durante la Alta Edad Media, es una corona mural (de ahí el nombre turrita o "con torres" en italiano) típica de la heráldica italiana cívica de origen comunal medieval.
Italia Turrita es una mujer con atributos típicamente mediterráneos que presenta un rostro sonriente, pelo oscuro y una belleza elegante e idealizada. A menudo sostiene en sus manos un puñado de espigas de 
trigo (símbolo de fertilidad y una referencia a la economía agraria itálica), una espada con una 
balanza (metáforas de justicia) y una cornucopia (alegoría de abundancia). Durante el gobierno fascista sostenía un haz de lictores.

## Stella d'Italia

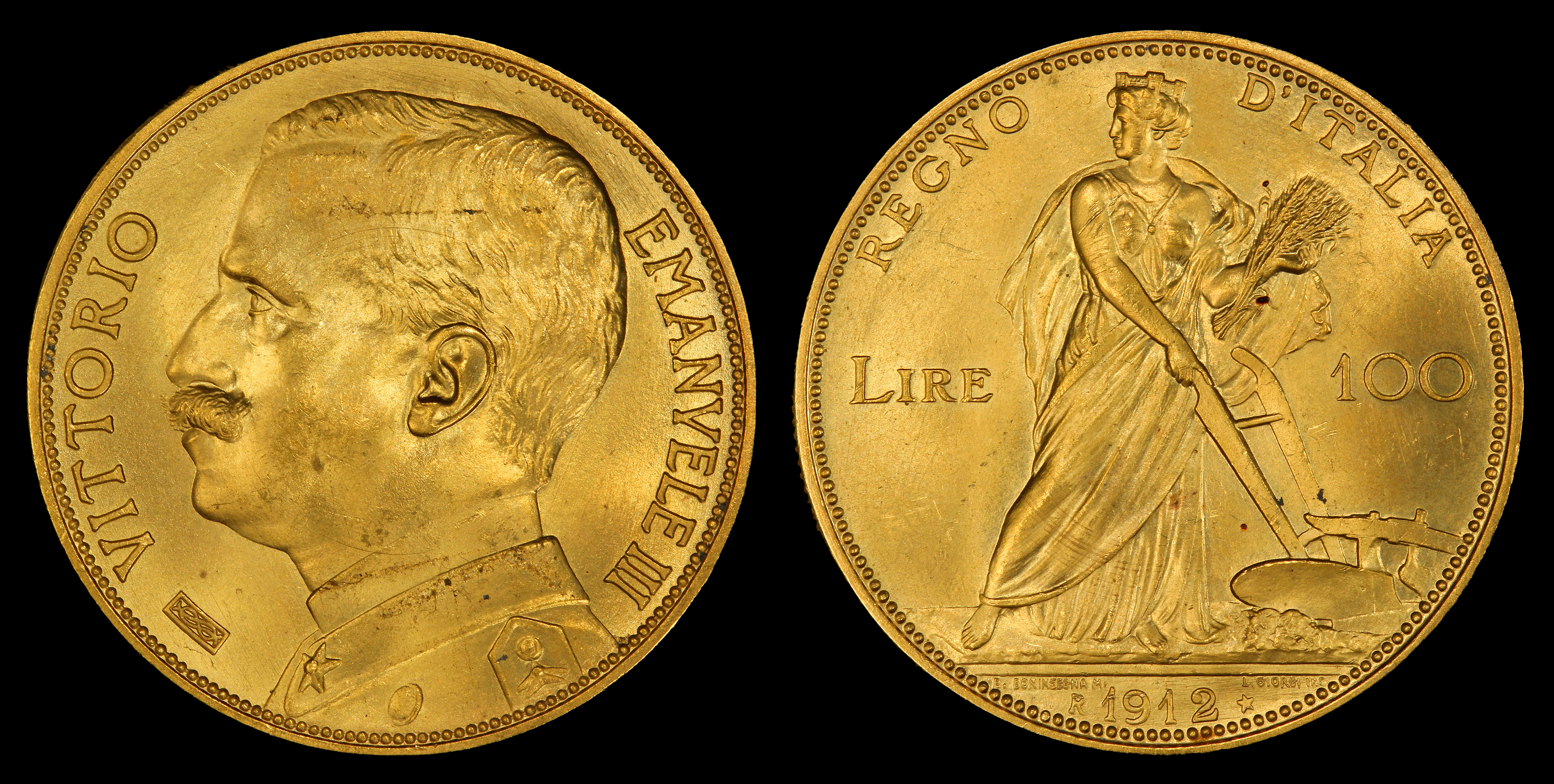
Moneda de Emmanuel III en 1912.

Sobre su cabeza a menudo se representa una radiante estrella de cinco puntas brillando. Este es un antiguo símbolo secular de Italia que supuestamente protegía a la nación, conocido como Stella d'Italia (Estrella de Italia). Icono de la Unificación de Italia, fue utilizado en la cimera del escudo de armas del Reino de Italia de 1870 a 1890 y es un elemento fundamental del actual escudo de Italia aprobado en el nacimiento de la República italiana en 1948.